# Церква Різдва Пресвятої Богородиці (Стефанидинодар)
Церква Різдва Пресвятої Богородиці (рос. Церковь Рождества Пресвятой Богородицы) — православний (МП) храм в селі Стефанидинодар Ростовської області; Ростовська і Новочеркаська єпархія, Азовське благочиння.
Адреса: Ростовська область, Азовський район, село Стефанидинодар, вулиця Миру, 43в.

## Історія
Дата побудови першого храму в селі Стефанидинодар невідома, орієнтовно в 1870-х роках. Був він дерев'яний, з трьома куполами і дзвіницею. На подвір'ї церкви знаходилося вартове приміщення цегляне, у якому годували і давали притулок убогим.
Переживши Жовтневу революцію і Громадянську війну, храм зазнав руйнування у другій половині 1930-х років. Нова історія церкви почалася після розпаду СРСР. Віруючим села було виділено будинок, який був перетворений на молитовний.
У 2009 році був закладений і освячений пам'ятний камінь та почалося зведення дерев'яної церкви. Допомогу жителям села надавав отаман військового козачого товариства «Всевелике Військо Донське» В. П. Водолацький, який народився у цьому селі. Храм був побудований за три роки і освячений митрополитом Ростовським і Новочеркаським Меркурієм.
Настоятель — ієрей Сергій Олександрович Васильєв .
В даний час у храмі працює недільна школа, проводяться тренування з бойового мистецтва в школі «Спас». В липні 2016 року на території храму відбулося відкриття дитячих військово-патріотичних зборів.
Частина мешканців села, за походженням, є українцями, були переселені з Харківщини на початку 19 ст. поміщицею Стефанидою Похвисневою, чому є архівні свідчення .